# Марк Целий Руф
Марк Це́лий Руф (лат. Marcus Caelius Rufus; 28 мая 88, 85 или 82 года до н. э. — 48 год до н. э. близ Фурий, Италия, Римская республика) — римский политический деятель и оратор, народный трибун 52 года до н. э., курульный эдил 50, претор 48 года до н. э., друг Марка Туллия Цицерона. В 60—50-е годы до н. э. относился к видным представителям «золотой молодёжи»: был близок к Луцию Сергию Катилине, Гаю Валерию Катуллу, Клодии. Участвовал в ряде резонансных судебных процессов. В 59 году до н. э. добился осуждения Гая Антония Гибриды, в 56 году до н. э. сам был привлечён к суду по обвинению в организации беспорядков и отравительстве и был оправдан благодаря защите Цицерона (текст произнесённой последним речи сохранился). Во время трибуната защищал Тита Анния Милона от обвинений в убийстве Публия Клодия Пульхра. Некоторое время поддерживал оптиматов, отказываясь сближаться с самыми могущественными политиками той эпохи — Гаем Юлием Цезарем и Гнеем Помпеем Великим. На первом этапе гражданской войны поддержал Цезаря и принял участие в его испанской кампании (49 год до н. э.), но позже решил разорвать этот союз как не оправдавший ожиданий. Не получив пост городского претора, Руф выступил против цезарианского режима. Он выдвинул популистские законопроекты о кассации долгов и отмене квартирной платы, не нашёл поддержки в Риме и попытался поднять восстание на юге Италии в союзе с Милоном. Вскоре Марк Целий погиб.
Сохранился ряд писем Руфа Цицерону. Античные авторы причисляли Марка Целия к лучшим ораторам эпохи, оценивали его как очень талантливого человека; некоторые из них констатировали, что Марк пошёл по неверному пути. Многие исследователи, начиная с XIX века, характеризуют этого деятеля в позитивном ключе, при этом отмечая, что он стал жертвой своего времени.

## Биография

### Происхождение
Марк Целий принадлежал к римскому всадническому сословию. Известно, что его отец, носивший то же имя, родился в одном из италийских муниципиев (предположительно, в Тускуле, что в Лации) и был богатым человеком. Он владел рядом имений, в том числе в провинции Африка. Марк-младший был единственным и поздним ребёнком.
В источниках в связи с событиями I века до н. э. фигурируют и другие носители номена Целий (Caelius или Coelius) — в частности, консул 94 года до н. э. Гай Целий Кальд, народный трибун 51 года до н. э. Гай Целий Руф, народный трибун 53 года до н. э. Марк Целий Винициан. Состояли ли они в каком-то родстве с Руфом, неизвестно.

### Ранние годы

Римская республика в 40-х годах до н. э.

Согласно Плинию Старшему, Марк Целий родился в пятый день до июньских календ в год консульства Гая Мария-младшего и Гнея Папирия Карбона, то есть 28 мая 82 года до н. э. Однако исследователи обратили внимание на то, что эта дата не согласуется с хронологией карьеры Руфа с учётом требований Корнелиева закона: Марк Целий не мог в 32 года стать эдилом и в 34 — претором. По-видимому, он родился раньше — либо в 85, либо даже в 88 году до н. э. Более точная датировка невозможна.
Известно, что Марк Целий воспитывался в строгости. После достижения совершеннолетия (в Риме это был семнадцатилетний возраст) он учился «наукам, приносящим наивысший почёт» (в первую очередь красноречию), у Марка Лициния Красса и Марка Туллия Цицерона; последний к 66 году до н. э. стал его другом. В 63 году до н. э. он завязал довольно близкие отношения с Луцием Сергием Катилиной, которого поддержал на очередных консульских выборах. Катилина не набрал нужного числа голосов, организовал заговор и погиб. После этого Марку Целию пришлось на время уехать в Африку, где у него были владения, в свите проконсула Квинта Помпея Руфа. Впрочем, по мнению немецкого антиковеда Марии Деттенхофер, Руф не слишком себя скомпрометировал дружбой с Катилиной.
В Рим Марк вернулся, по словам Цицерона, с «наилучшим отзывом» наместника. Теперь он намеревался сделать политическую карьеру, что было нетипично для выходца из всаднического сословия. Будучи с точки зрения римлян «новым человеком», то есть не имея предков-магистратов и связей в аристократической среде, Руф должен был для начала завоевать известность. Для этого он прибег к традиционному средству — привлёк к суду одного из влиятельных нобилей. Обвиняемым стал (в 59 году до н. э.) Гай Антоний Гибрида, консуляр, наместник Македонии, запятнавший себя грабежами провинциалов и военными поражениями, друг Катилины, вовремя его предавший и возглавивший армию, которая подавила мятеж. О сути обвинения точной информации нет из-за скудости источниковой базы. Комментатор речи Цицерона «В защиту Флакка» пишет, что Гай Антоний был обвинён «не столько вследствие преступления в вымогательстве, сколько из-за заговора, в котором он был осуждён прежде»; большинство учёных полагает, что речь шла об оскорблении величия римского народа и что подсудимому инкриминировались некомпетентность на посту наместника Македонии и сговор с Катилиной. Луций Каниний Галл и Квинт Фабий Максим стали коллегами Руфа по обвинению, а Цицерон — защитником обвиняемого. Марк Туллий в своей речи попытался представить процесс как попытку реванша со стороны уцелевших сторонников Катилины. Тем не менее был вынесен обвинительный приговор: Гай Антоний лишился всех гражданских прав и отправился в изгнание.
Суд над Гибридой оказался очень полезен для Руфа. Молодой всадник не только стал известным человеком, но ещё и дистанцировался от грехов юности (от дружбы с заговорщиками), хорошо себя зарекомендовал в глазах консервативной «партии», считавшей катилинариев своими заклятыми врагами, и двух самых влиятельных политиков Рима — Гая Юлия Цезаря и Гнея Помпея Великого, которые с интересом следили за процессом; Цезарь во времена своей юности тоже обвинял Гая Антония в суде, но с меньшим успехом. В то же время популяры считали осуждение Гибриды местью за Катилину, а потому встретили его с восторгом. Таким образом, Марк Целий завоевал и их симпатии.

### Судебный процесс Марка Целия
В последующие годы Марк Целий вёл расточительную и беспутную светскую жизнь. Он снимал квартиру в доме Публия Клодия Пульхра на Палатине за десять тысяч сестерциев (недоброжелатели говорили о тридцати тысячах); по Риму ходили слухи о его попойках и любовных похождениях. Одной из любовниц Руфа была скандально известная Клодия, сестра Пульхра, которая прежде дарила свою благосклонность поэту Гаю Валерию Катуллу. Последний в одном из стихотворений упрекает Марка Целия за его предательство:

Руф, кого я считал бескорыстным и преданным другом

(Так ли? Доверье моё дорого мне обошлось!), —

Ловко ко мне ты подполз и нутро мне пламенем выжег.

Как у несчастного смог всё ты похитить добро?

Всё же похитил, увы, ты, всей моей жизни отрава,

Жестокосердный, увы, ты, нашей дружбы чума!
— Гай Валерий Катулл. Книга стихотворений, 77.
Возможно, Марк упоминается и в нескольких других стихотворениях Катулла. Поэт пишет о некоем Руфе с настолько вонючими подмышками, что от него бегут все женщины; о Руфе, который находится в противоестественных отношениях с уроженкой Бононии; обращается к Целию с рассказом о нравственном падении Клодии. Ещё один Целий упоминается как возлюбленный некоего Авфилена, но в этом случае речь предположительно идёт о жителях Вероны.
Параллельно со светской жизнью разворачивалась ораторская и политическая карьера Марка Целия. По словам Цицерона, Руф «никогда ни в чём не уступал ни одному из своих сверстников; ибо он больше, чем они, бывал на форуме, больше занимался поручениями и судебными делами друзей и был более влиятелен среди своих». В 59 году до н. э., учитывая требования Корнелиева закона и хронологию последующей карьеры, Руф мог занимать должность квестора (в альтернативной версии фигурирует 55 год), к 56 году до н. э. он был членом жреческой коллегии луперков. В конце 57 года до н. э. Марк привлёк к суду по обвинению в нарушении выборного законодательства (de ambitu) отца Луция Семпрония Атратина. По одним данным, это был его приёмный отец, носивший то же имя, по другим — родной отец, Луций Кальпурний Бестия. Руф проиграл процесс и готовился начать новый, когда Атратин-младший предъявил обвинение ему самому.
Руфу инкриминировались «насильственные действия», предусмотренные Лутациевым законом: организация беспорядков в Неаполе и нападения на египетских послов в Путеолах, а также попытка отравить главу египетского посольства по имени Дион. Марк якобы взял у Клодии золото, чтобы подкупить рабов Луция Лукцея, у которого жил Дион, а позже попытался отравить и Клодию. Сообвинителями стали Луций Геренний Бальб и Публий Клодий (по-видимому, не политик-демагог, а его тёзка), но за ними предположительно стояла Клодия, желавшая отомстить Руфу за то, что он с ней порвал. Судебный процесс состоялся в первые дни апреля 56 года до н. э. Марк Целий сам произнёс речь в свою защиту; известно, в частности, что он назвал Клодию «Клитемнестрой Квадрантарией», имея в виду мужеубийство и дешёвую проституцию. Вторым говорил Марк Лициний Красс (по словам Цицерона, он «убедительно и цветисто обсудил» события в Неаполе и Путеолах); третьим — Марк Туллий Цицерон. Речь последнего сохранилась и стала основным источником информации об этом процессе. Третий защитник постарался опровергнуть слухи о безнравственности подсудимого и убедить суд, что со временем из Марка Целия получится добрый гражданин. Он подверг нападкам всю семью Клодиев-Клавдиев, а сути дела уделил намного меньше внимания. Тем не менее присяжные вынесли оправдательный приговор.
В дальнейшем Клодия и её брат оставались врагами Руфа. В 54 году до н. э. они готовили новое обвинение, но до суда дело не дошло.

### Трибунат

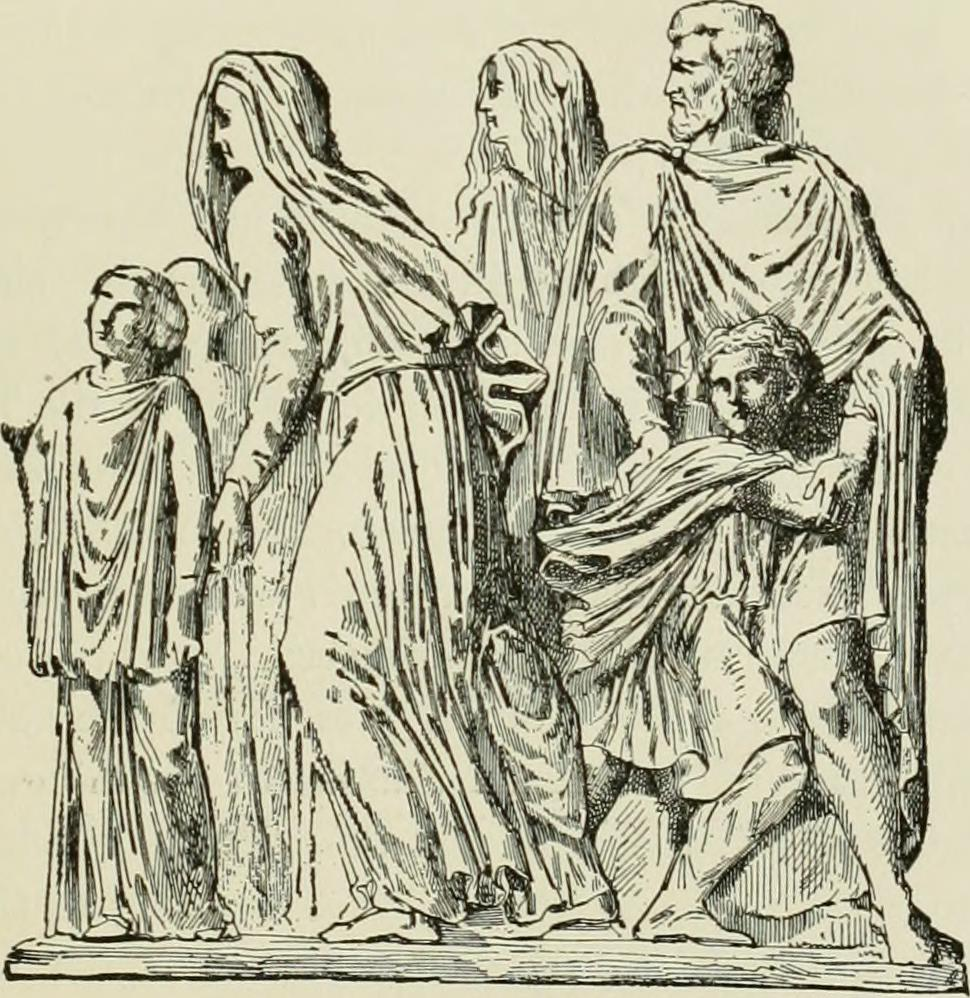
Иллюстрация к «Истории Рима и римского народа» 1883 года

В 52 году до н. э. Марк Целий занимал должность народного трибуна. В тот год произошло резкое обострение внутриполитической борьбы: телохранители Тита Анния Милона в случайной стычке в окрестностях Рима убили Публия Клодия Пульхра. Руф поддержал Милона (по словам Аппиана, за взятку). Как только Тит Анний вернулся в Рим, Марк Целий попытался немедленно предать его суду, рассчитывая, что сторонники убитого просто не успеют прийти в народное собрание, но этот план не удался: в городе произошло полномасштабное восстание плебса. Клодианцы с оружием и факелами ворвались на форум, как раз когда Руф произносил речь в защиту Милона; трибуну пришлось бежать, переодевшись рабом, чтобы спасти свою жизнь.
Позже, когда Милона предали полноценному суду, Руф продолжал его поддерживать. Он добился освобождения из-под ареста одного из рабов подсудимого, потребовал выдачи для допроса рабов Клодия. Уже после того, как Милон был осуждён, Марк Целий защищал одного из его приверженцев, Марка Сауфея (тот командовал людьми, взявшими штурмом харчевню в Бовиллах и добившими там раненого Клодия), и добился его оправдания. По словам Цицерона, «никто никогда не оборонял с большей твёрдостью сенат и всех достойных граждан против безрассудного буйства пропащих крикунов и черни».
Известно, что тогдашний проконсул Галлии Гай Юлий Цезарь через Цицерона искал поддержки Руфа, необходимой ему, чтобы заочно выдвинуть кандидатуру в консулы (правда, это выдвижение так и не произошло). Марк Целий отверг идею такого союза. Примерно тогда же он отказался сближаться и с Гнеем Помпеем Великим — ещё одним влиятельным полководцем и политиком. По-видимому, на тот момент Руф был предан консервативной сенатской «партии», которую возглавлял Марк Порций Катон и к которой тяготел Цицерон.
Сразу по окончании трибуната Марк Целий привлёк к суду по обвинению «в насилии» (de vi) своего бывшего коллегу Квинта Помпея Руфа: тот был союзником Клодия и силой разогнал народное собрание, поддерживавшее Милона. Квинту пришлось удалиться в изгнание. Валерий Максим сообщает, что позже, когда мать Квинта отказалась передать сыну завещанное имущество, тот обратился за помощью к Марку Целию. Последний «прочёл в суде его письмо с предельной мольбой». В письме к Цицерону, отправленном в мае 51 года до н. э., Марк Целий говорит о тяжёлой участи Квинта Помпея, вынужденного зарабатывать на жизнь в качестве простого лодочника в Кампании, и признаётся, что очень ему сочувствует.

### Эдилитет
В начале 51 года до н. э. Цицерон уехал на Восток, чтобы править провинцией Киликия, и Марк Целий пообещал ему сообщать письменно обо всём, что происходит в Риме. Это обещание он сдержал; письма, отправленные Руфом Цицерону, составили VIII книгу раздела «К близким» в сборнике, который издал позже Марк Туллий Тирон. В июне Марк Целий написал своему другу, что выдвинул кандидатуру в курульные эдилы, столкнувшись «с одним знатным соперником и другим, ведущим себя, как знатный» (речь шла о Марке Октавии и Гае Луцилии Гирре соответственно). В начале сентября Целий написал, что одержал победу, опередив Гирра, причём успех этот дался ему очень легко. Ещё до избрания Руф начал уговаривать Цицерона прислать ему кибирских пантер, необходимых для организации игр, но тот ответил мягким отказом: Марк Туллий считал, что, заставив провинциалов ловить зверей, он превысил бы свою власть.
В начале 50 года до н. э. предшественник Цицерона на посту наместника Киликии, Аппий Клавдий Пульхр, был привлечён к суду Публием Корнелием Долабеллой, который незадолго до этого стал зятем Цицерона. Известно, что обе стороны просили помощи и у Марка Туллия, и у Марка Целия. Последний в этой ситуации предложил Цицерону поддержать Пульхра, добавив: «…если ты что-нибудь сделаешь для Аппия, что потребуется, расположи его в мою пользу». Просьбы Долабеллы о помощи Руф отверг. Пульхр, оправданный судом и избранный цензором, к сентябрю был в долгу перед Марком Целием за какие-то «большие услуги», но заплатить ему не хотел из-за своей скупости, и это стало поводом к конфликту. Аппий постарался сделать так, чтобы Марк не был избран в авгуры; тот заключил союз с его коллегой, Луцием Кальпурнием Пизоном Цезонином. Пульхр вместе с ещё одним врагом Руфа, Луцием Домицием Агенобарбом, искал поводы, чтобы привлечь Марка к суду. В ответ на попытку предъявить обвинение в оскорблении нравственности (по Скантиниеву закону) Руф обвинил Аппия в том же; в итоге до суда дело так и не дошло. Позже Марк Целий помешал Агенобарбу получить авгурат, из-за чего тот стал считать его своим злейшим врагом.
О том, как Руф выполнял обязанности эдила, известно немногое. Он «сражался», по его собственным словам, «с лавочниками и смотрителями водопровода», поддержал в сенате предложение назначить благодарственные моления по случаю военных побед Цицерона в Киликии, организовал игры, зверей для которых ему предоставил Гай Скрибоний Курион.

### Начало гражданской войны
В эдильский год Марка Целия обострился конфликт между Гаем Юлием Цезарем и Гнеем Помпеем Великим, которого к тому моменту поддерживало сенатское большинство. Руф, как следует из его писем Цицерону, был уверен, что этот конфликт быстро приведёт к гражданской войне, но не знал, на чью сторону встать. «Какое решение мне принять насчёт своих дел, не нахожу, — написал он другу в связи с этим в августе 50 года до н. э. — Не сомневаюсь, что и тебя это размышление приведёт в смущение». Враги Руфа Пульхр и Агенобарб были помпеянцами, и к самому Помпею Марк Целий испытывал антипатию, а с цезарианцами Долабеллой и Курионом его связывали дружеские отношения и чувство благодарности. В то же время «дело» Цезаря Руф, по его словам, ненавидел. Он выбрал прагматичный подход — попытаться понять, кто сильнее и кого будет выгоднее поддержать, и в соответствии с этим сделать свой выбор. Марк Целий чётко это сформулировал в том же письме Цицерону:

…при внутренних разногласиях, пока борются как граждане, без применения оружия, люди должны держаться более честной стороны; как только дело дошло до войны и похода — более сильной и признавать лучшим то, что безопаснее. В этих раздорах, как я предвижу, на стороне Гнея Помпея будет сенат и те, кто производит суд; к Цезарю примкнут те, кто живёт со страхом и без надежд; войско вовсе нечего сравнивать. Только бы было достаточно времени для оценки сил и того и другого и для выбора стороны!
— Марк Туллий Цицерон. Письма к близким, VIII, 14, 3
К началу 49 года до н. э. Руф решил примкнуть к Цезарю. Важную роль здесь могли сыграть не только соображения о военных преимуществах Гая Юлия, но и надежды Марка улучшить своё финансовое положение, а также его личное отношение к двум сторонам конфликта; во всяком случае, о Помпее он отзывался в письмах Цицерону в негативном ключе, а о Цезаре — нейтрально. На заседании сената 1 января, когда помпеянцы потребовали объявить Гая Юлия «врагом государства», если он немедленно не откажется от галльского наместничества, Марк Целий поддержал предложение Марка Калидия — отправить Помпея в Испанию, потушив таким образом конфликт. Однако эта инициатива не прошла. Сразу после заседания 7 января, на котором сенат фактически объявил войну Цезарю, Руф вместе с Курионом и народными трибунами Квинтом Кассием Лонгином и Марком Антонием спешно уехал в Аримин, чтобы там присоединиться к Гаю Юлию.
В марте 49 года до н. э. Цезарь направил Руфа с четырьмя когортами в Лигурию против восставшего племени интимилийцев. Тот явно был недоволен этим назначением и рассчитывал поскорее вернуться в Рим, но вместо этого уже в апреле Гай Юлий взял его с собой в Испанию. Руф был уверен в победе цезарианцев и в письмах пытался убедить Цицерона не уезжать на Балканы, к Помпею. Однако тот проигнорировал его уговоры.

### Претура и гибель
В награду за службу Марк Целий получил от Цезаря претуру на 48 год до н. э. Однако наиболее почётный пост городского претора (praetor urbanus) достался Гаю Требонию, и Руф, ставший претором по делам иностранцев (praetor peregrinus), счёл себя оскорблённым. В последнем из писем к Цицерону, написанном в феврале 48 года до н. э., он пишет о своих «скорби и негодовании» и сожалеет, что когда-то любовь к Куриону и вражда к Пульхру (к тому моменту оба были мертвы) заставили его поддержать Цезаря. По мнению античных авторов, именно уязвлённое честолюбие заставило Марка Целия разорвать союз с Гаем Юлием. При этом не шла речь о переходе на сторону Помпея: Руф просто стремился подорвать основы цезарианского режима в Италии, не имея какого-либо плана конструктивных действий. По мнению антиковеда Сергея Утченко, он действовал «фактически как помпеянец». М. Деттенхофер полагает, что Марк Целий не захотел быть слепым орудием в руках Цезаря и попытался стать самостоятельной политической фигурой.
Руф поставил своё преторское кресло рядом с креслом Требония на форуме и начал приём апелляций на решения третейских судей об уплате долгов и оценке имущества. Позже он выдвинул законопроект о запрете на начисление процентов к долгам в течение шести лет. Консул Публий Сервилий Исаврик, представлявший в Риме интересы Цезаря, выступил против; тогда Руф отозвал эту инициативу, но вместо неё выдвинул сразу две, причём явно популистские: об отмене квартирной платы на год и о кассации долгов (tabulae nove). Первая из них должна была обеспечить Руфу поддержку городской бедноты, вторая — поддержку знати. Заявивший протест Требоний был изгнан с форума вооружёнными сторонниками Марка Целия.
Цезарианцы отнеслись к происходящему очень серьёзно. Сенат предложил Руфу забрать свои законопроекты. Когда тот ответил отказом, Исаврик, действуя на основании сенатусконсульта, отрешил его от должности, запретил созывать народные сходки и фактически исключил из сената. Марк Целий объявил, что уезжает к Цезарю, но в действительности поехал на юг Италии, чтобы поднять там восстание; с ним заодно был старый союзник, Тит Анний Милон. Дальнейшие события известны только в самых общих чертах. Милон со своими сторонниками осадил город Коза в Лукании и там погиб. Руф же хотел занять Капую и Неаполь. Когда его планы были раскрыты, он появился у города Фурии и начал подстрекать местных жителей к восстанию. В городе стоял гарнизон из галльских и испанских всадников Цезаря; Марк Целий попытался их подкупить, и тогда они его убили.

## Память
Речи Марка Целия издавались и пользовались определённым успехом по крайней мере до начала II века н. э. Все источники называют лучшими его обвинительные речи. В составе VIII книги писем Цицерона сохранились 17 писем Руфа, и антиковед Фридрих Мюнцер называет их наиболее интересной частью всего сборника. В одном из писем Марк Целий просит Цицерона написать диалог, в котором он был бы одним из действующих лиц: «Пусть из твоих столь многочисленных произведений будет хотя бы одно, которое сохранило бы для потомков память о нашей дружбе». Такой диалог так и не был написан.
Многие античные авторы восхищались Марком Целием, отдавая должное его талантам, личным качествам и прекрасной внешности.
Цицерон характеризует Марка Целия как человека статного и привлекательного внешне. Благодаря Макробию известно, что Руф обладал «сноровкой в танцах» и гордился этим. Источники сообщают об одарённости и трудолюбии Марка, которые позволили ему получить прекрасное образование, а потом стать одним из лучших ораторов своего времени. По словам Цицерона, «делам его способствовала речь блистательная и возвышенная и в то же время тонкая и остроумная»; Квинтилиан пишет о «природном уме и непринуждённости» Руфа, а также о том, что он «имел великое искусство сопровождать обвинения свои какою-то отменною вежливостью». Гай Веллей Патеркул ставит Марка Целия рядом с Гаем Скрибонием Курионом, уточняя, что первый «достиг большего совершенства» «и в красноречии, и в мужестве». Плиний Младший причисляет Марка Целия к своим любимым ораторам наряду с Цицероном, Гаем Азинием Поллионом и Цезарем, противопоставляя его Марку Порцию Катону Цензору и братьям Гракхам. Корнелий Тацит упоминает Руфа в своём «Диалоге об ораторах» в числе лучших ораторов предшествующих эпох, хотя и констатирует, что его красноречие во многом устарело.
Наряду с положительными оценками в источниках есть и отрицательные. Тот же Цицерон даже в речи «В защиту Марка Целия» был вынужден признать отдельные недостатки своего друга. В трактате «Брут, или О знаменитых ораторах», написанном уже после гибели Руфа, он констатирует, что тот был достойным гражданином, пока слушался его советов, но позже «сам от себя отрёкся, стал подражать тем, кого сам ниспровергал, и погиб». Гай Веллей Патеркул называет Руфа «изощрённым негодяем», который решился на мятеж только из-за нехватки денег. Негативную характеристику Марку Целию дал и Гай Юлий Цезарь.
В историографии XIX века личность и деятельность Марка Целия оценивали в основном позитивно. Одним из исключений стал французский антиковед Гастон Буассье, видевший в Руфе очень характерного представителя римской молодёжи эпохи гражданских войн — испорченного с ранних лет, не имевшего чувства собственного достоинства, обладателя «беспокойного честолюбия», которое заставляло его бросаться в разные крайности. Как правило, даже отмечая негативные моменты в характере Марка и его политической деятельности, учёные описывали его как жертву своей эпохи и своего окружения. Первым такой подход продемонстрировал Бартольд Нибур, писавший: «Марк Целий Руф, которого очень любили Цицерон и Катулл, был одним из тех богато одаренных людей, воспоминания о которых бережно и заботливо сохраняют потомки, потому что жестокая судьба бросила их в юности в революционное время, чьи бури они не могли выдержать. Его сияющее сердце со страстью цеплялось за каждую могучую силу, демоническое и опасное непреодолимо притягивало его к себе». Такой подход оставался актуальным в течение всего XX века (впрочем, специализированные исследования о Руфе практически не выходили).
Авторы советской «Истории римской литературы» 1959 года характеризуют Руфа как одного из «легкомысленных политических карьеристов из аристократии» наряду с Курионом и Публием Корнелием Долабеллой. В изображении Т. Моммзена это «хороший аристократ и плохой плательщик долгов, обладавший кое-какими способностями и большим образованием».
М. Деттенхофер, посвятившая монографию тому поколению римских исторических деятелей, которое вышло на широкую политическую сцену в 40-е годы до н. э., видит в Марке Целии человека, близкого по своим методам к Катилине и Клодию. Изначально преданный оптиматам, Марк примкнул к Цезарю по причинам как личного, так и политического толка. Вскоре он увидел, что ошибся в своём выборе, и попытался стать самостоятельной фигурой, но сразу потерпел поражение. По мнению российского исследователя Алексея Егорова, судьба Руфа вполне типична для «немалой группы политиков, мечущихся между двумя лагерями».